# Dipsas albifrons
Dipsas albifrons este o specie de șerpi din genul Dipsas, familia Colubridae, descrisă de Sauvage 1884. Conform Catalogue of Life specia Dipsas albifrons nu are subspecii cunoscute.